# رونكوفريدو
رونكوفريدو (بالإيطالية: Roncofreddo)‏ هي بلدية في مقاطعة فورلي تشيزينا في إقليم إميليا رومانيا الإيطالي.

## السكان
في سنة 1861 بلغ عدد السكان 4٬066 نسمة، وتطور العدد ليصل في سنة 2011 لـ 3٬395 نسمة.
يظهر هذا المخطط البياني تطور النمو السكاني لـ رونكوفريدو